# Oceano (gruppo musicale)
Gli Oceano sono un gruppo musicale deathcore statunitense, formatosi a Chicago nel 2006. Il gruppo è stato sotto contratto con la Earache Records e hanno pubblicato il loro primo album, Depths, il 7 aprile 2009; il successivo, Contagion, è stato pubblicato il 9 novembre 2010. Nel 2017, dopo aver firmato con la Sumerian Records hanno rannunciato il loro nuovo album Revelation in uscita nello stesso anno.

## Storia del gruppo
Il gruppo consta 6 membri e si esibì a livello locale nell'area metropolitana di Chicago.
Carrol reclutò il chitarrista di Chicago Andrew Mikhail, il vocalist Adam Warren, il batterista Michael Southcomb ed il bassista Kevin Hare per formare la prima formazione completa nel 2007. Dopo un anno, Southcomb ed Hare abbandonano il gruppo, venendo rimpiazzati dal drummer Daniel Terchin e dal bassista Jason Jones. Gli Oceano firmano con la Earache Records nel 2008, dopo aver raggiunto una notevole fama locale, registrando alla fine di quell'anno l'album di debutto Depths, pubblicato il 20 aprile 2009.
Jeremy Carrol è stato allontanato dalla band nel Gennaio 2009 a causa di conflitti personali fra i membri. Il 3 febbraio 2010 il chitarrista solista, Andrew Mikhail, lascia il gruppo, lasciando così gli Oceano con un solo membro fondatore: Adam Warren.
Nel 2011 gli Oceano presero parte al Summer Slaughter Tour, nel nord America, insieme ai co-headliners Whitechapel e The Black Dahlia Murder.
Nel Gennaio 2012 alcune voci dichiarano che gli Oceano abbiano problemi interni alla band (subito smentita da Earcache), causate da una breve pausa presa dopo la performance al New England Metal and Hardcore Festival, visto che Adam Warren è divenuto padre.
Dopo qualche tempo trascorso lontano dalla band, tuttavia, gli Oceano decidono di non sciogliersi.
Nel 2013 esce il loro terzo album "Incisions" da dove è stato tratto il lyric video "Slow Murder".
Agli albori del 2015, precisamente il 12 gennaio, gli Oceano pubblicano il pezzo "Dead Planet" in presentazione al loro quarto album "Ascendants" uscito il 23 marzo, edito da Earache Records.

## Membri
Attuali

- Adam Warren - voce (2007–2025)
- Michael Kasper – chitarra solista (2013–2025)
- Scott Smith - chitarra ritmica (2014–2025)
- Chris Wagner - basso (2014-2025)
- Matt Kohanowski  – batteria (2017–2025)

Passati

- Anthony "Kidstar" Diandrea – voce (2005–2006)
- Eddie "Doom" Harris – voce (2006–2007)
- Marquis Green – voce (2006)
- Jeremy Carroll – chitarra solista (2006–2009)
- Tristan McCann – chitarra solista (2009)
- Devin Shidaker – chitarra solista (2010–2013)
- Andrew Mikhail – chitarra ritmica (2007–2010)
- Nick Conser – chitarra ritmica (2010–2014)
- Kevin Hare – basso (2007–2008)
- Jason Jones – basso (2008–2014)
- Mike Shanahan – basso (2014)
- Patrick Scaletta - batteria (2005–2006)
- Derek Hildreth – batteria (2006–2007)
- Nico LaCorcia – batteria (2007)
- Michael Southcomb – batteria (2007–2008)
- Daniel Terchin – batteria (2008–2013)
- Andrew Holzbaur - batteria (2015-2017)

## Discografia
- 2009 - Depths
- 2010 - Contagion
- 2013 - Incision
- 2015 - Ascendants
- 2017 - Revelation